# Moteurs Couach
 (août 2023).
Si vous disposez d'ouvrages ou d'articles de référence ou si vous connaissez des sites web de qualité traitant du thème abordé ici, merci de compléter l'article en donnant les références utiles à sa vérifiabilité et en les liant à la section « Notes et références ».
Moteurs Couach est le nom de l'entreprise mécanique fondée par Albert Couach lorsqu'il crée ses premiers moteurs marins à la fin du XIXe siècle au bassin d'Arcachon.

## Histoire
Albert Couach et Auguste Bert ont mis au point en 1902 la première pinasse du bassin d'Arcachon à moteur nommée Libellule, mise à l'eau en 1903.

## Les moteurs Couach
Les moteurs « Couach » sont des moteurs au départ issus de la marque Renault et rendus marins par Guy Couach. Plusieurs versions ont existé sur des bases Renault puis sur des bases Ford avec un refroidissement par eau pompé du plan d'eau sur lequel le bateau se déplace.
Dans les années 50-60 (l'âge d'or de la marque), il existe une double gamme de moteurs : à essence (meilleure puissance spécifique rapportée au poids du moteur mais avec risques d'incendie) et à diesel ( plus lourds à puissance égale mais aussi plus endurants et moins exposés au risque d'incendie), ces derniers étant privilégiés par les pêcheurs et les marins professionnels.
Comme pour les fabricants de moteurs hors-bord Américains, Johnson, Evinrude, mais aussi Chrysler-Marine qui pratiquent le "Packaging" (vente d'un ensemble moteur+bateau + remorque routière) et prennent des parts au capital des constructeurs de bateaux, mais sur une échelle bien plus modeste, la firme Couach se dote d'une division de construction de bateaux dénommée ARCOA (Contraction de AR cachon et COuAch) qui produit (entre autres) un populaire canot de pêche promenade, l'Arcoa 520, équipé de voiles et d'un moteur Couach BD1 monocylindre de 5CV . Par la suite ARCOA sera fusionné avec deux autres chantiers de la région de Bordeaux (Lanaverre, qui produit le populaire dériveur 420 et Jean Morin, constructeur du 470) et l'historique chantier  de plaisance francilien Jouët, de Sartrouville au sein d'une branche "plaisance" du groupe naval Dubigeon Normandie (tombé en faillite dans les années 80).
L'héritier de la firme, Guy Couach, ouvre également un chantier naval produisant de grosses vedettes de plaisance sous son nom propre, une entreprise qui existe toujours au début du XXI° siècle.
Tous ces moteurs marins sont les descendants de moteurs initialement destinés aux véhicules terrestres, puis marinisés par des fabricants.
Les plus connus (2009) sont des diesels à 2,4 ou 6 cylindres utilisés sur des voiliers, des bateaux de pêche et des vedettes rapides de plaisance.
Renault Marine Couach a été repris en 1982 par Nanni Diesel, qui poursuit l’activité de marinisation de moteurs diesel industriels sur le bassin d’Arcachon, lancée il y a plus d’un siècle.
Il existe encore nombre de voiliers et de vedettes propulsés par des moteurs « Couach Marine » depuis plus de 25 ans. Les pièces détachées sont assez faciles à trouver car la base est souvent la même que pour des moteurs de voitures de petites puissances ou des moteurs d'engins de travaux publics ou de camions pour des puissances plus élevées.